# Himérai Terillosz
Terillosz Himéra ógörög város türannisza volt a Kr. e. 5. században, Szicília szigetén.
Amikor Akragaszi Teron Akragasz türannisza őt Kr. e. 483 -ban Himérából elűzte, segítségül hívta Karthagót. Ez erre fel hatalmas hadsereget fegyverzett fel, amely 480-ban Panormosnál kötött ki és Hamilkar Barkasz meg Terillosz vezetésével Himéra alá vonult, ahol a Himérai csata során megsemmisítő vereséget szenvedett.

## Fordítás
Ez a szócikk részben vagy egészben  a   Terillos von Himera  című német Wikipédia-szócikk ezen változatának fordításán alapul.  Az eredeti cikk szerkesztőit annak laptörténete sorolja fel. Ez a jelzés csupán a megfogalmazás eredetét és a szerzői jogokat jelzi, nem szolgál a cikkben szereplő információk forrásmegjelöléseként.